# Марк Емілій Скавр (легат)
Марк Емілій Скавр (лат. Marcus Aemilius Scaurus, близько  125 до н. е. —101 до н. е.) — військовий діяч Римської республіки.

## Життєпис
Походив з патриціанського роду Еміліїв. Син Марка Емілія Скавра, консула 115 року до н. е.
У 102 році до н. е. служив в кінноті під головуванням Квінта Лутація Катула. Під час бою з германським племенем кімврів виявив боягузтво і втік. Дізнавшись про це, батько Скавра заборонив синові потрапляти йому на очі, і від сорому юнак наклав на себе руки у 101 році до н. е.